# Hedley (Texas)
Hedley é uma cidade localizada no estado norte-americano do Texas, no Condado de Donley.

## Demografia
Segundo o censo norte-americano de 2000, a sua população era de 379 habitantes.
Em 2006, foi estimada uma população de 373, um decréscimo de 6 (-1.6%).

## Geografia
De acordo com o United States Census Bureau tem uma área de
1,9 km², dos quais 1,9 km² cobertos por terra e 0,0 km² cobertos por água. Hedley localiza-se a aproximadamente 799 m acima do nível do mar.

## Localidades na vizinhança
O diagrama seguinte representa as localidades num raio de 32 km ao redor de Hedley.